# Villa de San Francisco
Villa de San Francisco é uma cidade hondurenha do departamento de Francisco Morazán.